# Žan Košir
Žan Košir (Kranj, 11 aprile 1984) è uno snowboarder sloveno.

## Biografia
Specialista di gigante parallelo e slalom parallelo, ha esordito in Coppa del Mondo di snowboard l'8 febbraio 2003 a Maribor, in Slovenia.

## Palmarès

### Olimpiadi
- 3 medaglie:
  - 1 argento (slalom parallelo a Soči 2014)
  - 2 bronzi (slalom gigante parallelo a Soči 2014 e slalom gigante parallelo a Pyeongchang 2018)

### Coppa del Mondo
- Vincitore della Coppa del Mondo di parallelo nel 2015
- Vincitore della Coppa del Mondo di slalom parallelo nel 2015
- Vincitore della Coppa del Mondo di slalom gigante parallelo nel 2015
- 22 podi:
  - 7 vittorie
  - 7 secondi posti
  - 8 terzi posti

#### Coppa del Mondo - vittorie
| Data             | Luogo          | Paese         | Disciplina |
| ---------------- | -------------- | ------------- | ---------- |
| 12 gennaio 2013  | Bad Gastein    | Austria       | PSL        |
| 9 gennaio 2015   | Bad Gastein    | Austria       | PSL        |
| 28 febbraio 2015 | Asahikawa      | Giappone      | PGS        |
| 1º marzo 2015    | Asahikawa      | Giappone      | PGS        |
| 16 febbraio 2019 | Pyeongchang    | Corea del Sud | PGS        |
| 6 marzo 2021     | Rogla          | Slovenia      | PGS        |
| 15 febbraio 2025 | Val Saint-Côme | Canada        | PGS        |